# Kabupaten Pidie
Kabupaten Pidie är ett kabupaten i Indonesien.   Det ligger i provinsen Aceh, i den västra delen av landet, 1 700 km nordväst om huvudstaden Jakarta. Antalet invånare är 397 698.